# Breds landskommun
Breds landskommun var en tidigare kommun i Uppsala län.

## Administrativ historik
Kommunen inrättades i Breds socken i Åsunda härad i Uppland när 1862 års kommunalförordningar trädde i kraft 1863. 
Vid kommunreformen 1952 gick den upp i Åsunda landskommun, som 1971 uppgick i Enköpings kommun. 